# Youngielloidea
De Youngielloidea zijn een superfamilie van uitgestorven kreeftachtigen uit de klasse van de Ostracoda (mosselkreeftjes).

## Familie
- Youngiellidae Kellett 1933 †